# 2609 Kiril-Metodi
2609 Kiril-Metodi eller 1978 PB4 är en asteroid i huvudbältet som upptäcktes den 9 augusti 1978 av det rysk-sovjetiska astronomparet Nikolaj och Ljudmila Tjernych vid Krims astrofysiska observatorium på Krim. Den har fått sitt namn efter de två bröderna som var bysantinska kristna teologer och missionärer Kyrillos och Methodios vilka krediterats med att ha skapat det glagolitiska alfabetet, som är det äldsta kända slaviska alfabetet.
Asteroiden har en diameter på ungefär fem kilometer och den tillhör asteroidgruppen Flora.